# Estatuas kushitas de Doukki-Gel
Las siete estatuas kushitas de Doukki-Gel son varias estatuas de faraones nubios. En la antigüedad, fueron destruidas y luego enterradas. Fueron redescubiertas a principios del siglo XXI y reensambladas para ser presentadas en el museo de Kerma (Sudán).

## Contexto
El Reino de Kush se extendía al norte de Nubia, al sur de Egipto, menos poderoso y menos rico que su gran vecino del norte. Las relaciones entre los dos países siempre fueron variables, desde relaciones comerciales hasta guerras abiertas. En sus períodos más prósperos, Egipto logró expandirse hacia el sur y conquistar Nubia, por ejemplo durante el reinado de Tutmosis III en 1504 a. C. pero nunca de forma permanente.
Después se formó un nuevo reino alrededor de la ciudad de Napata, que  se desarrolla con fuerza y comienza la unificación de Nubia, antes de emprender la conquista del Alto Egipto. Será el faraón Piank (o Piye; 747 a 716 a. C.) quien inaugura la XXV dinastía y logra conquistar la casi totalidad de Egipto. Con el deseo de integrarse en la religión, cultura y costumbres egipcias, restauró y amplió templos, particularmente en Karnak. La dinastía nubia dominó Egipto durante un siglo.
Pero los faraones kushitas sufrieron los ataques de los asirios y de los reinos egipcios que se emanciparon y formaron la XXVI dinastía. El faraón egipcio Psamético II (595-589 a. C.) lideró una campaña victoriosa en 592 a. C. contra el faraón kushita Aspelta con la voluntad de liberar Egipto y prohibir cualquier nuevo ataque kushita. Toma y saquea la capital nubia, Napata, y ordena destruir todas las estatuas kushitas y borrar el nombre de sus faraones en los relieves.
Psamético abandona rápidamente su conquista y regresa a Egipto, mientras Aspelta traslada su capital más al sur, a Meroe. Las fronteras entre ambos reinos permanecieron definitivamente como antes de la conquista nubia, aumentó el aislamiento del país y por consiguiente se inició una progresiva decadencia de la influencia cultural egipcia no solo entre el pueblo sino entre la misma élite.

## Descripción
Las estatuas representan a varios soberanos kushitas al estilo tradicional egipcio:
- Taharqa (690-665 a. C.)
- Tanutamon (dos estatuas) (664-656 a. C.)
- Atlanersa (653-640 a. C.)
- Senkamanisken (dos estatuas) (640-620 a. C.)
- Aspelta (593-568 a. C.)

Los faraones están en actitudes muy similares, de pie, vestidos solo con shenti corto, los brazos a lo largo del cuerpo, caminando con el pie izquierdo hacia adelante. Llevan el casquete kushita con dos ureos o el pschent (que simboliza el Alto y el Bajo Egipto) con cuernos de carnero rodeando las orejas. En la parte trasera de las estatuas hay un pilar dorsal con los títulos del faraón. Las estatuas son de diferentes tamaños que van desde la estatua de Taharqa (2,70 m) hasta la de Aspelta (1,23 m).

## Destrucción y reconstrucción

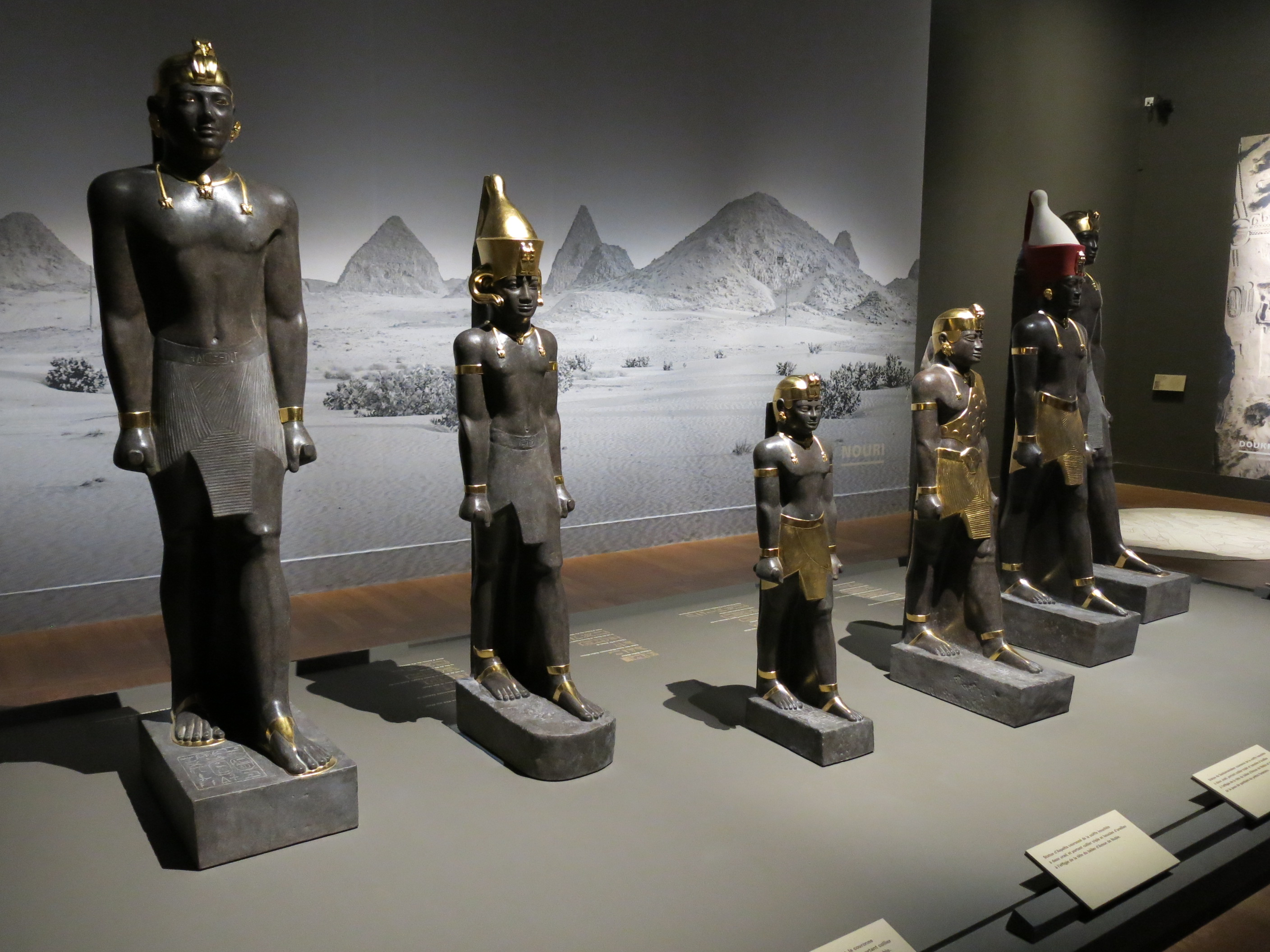
Las estatuas reconstruidas en 3D.

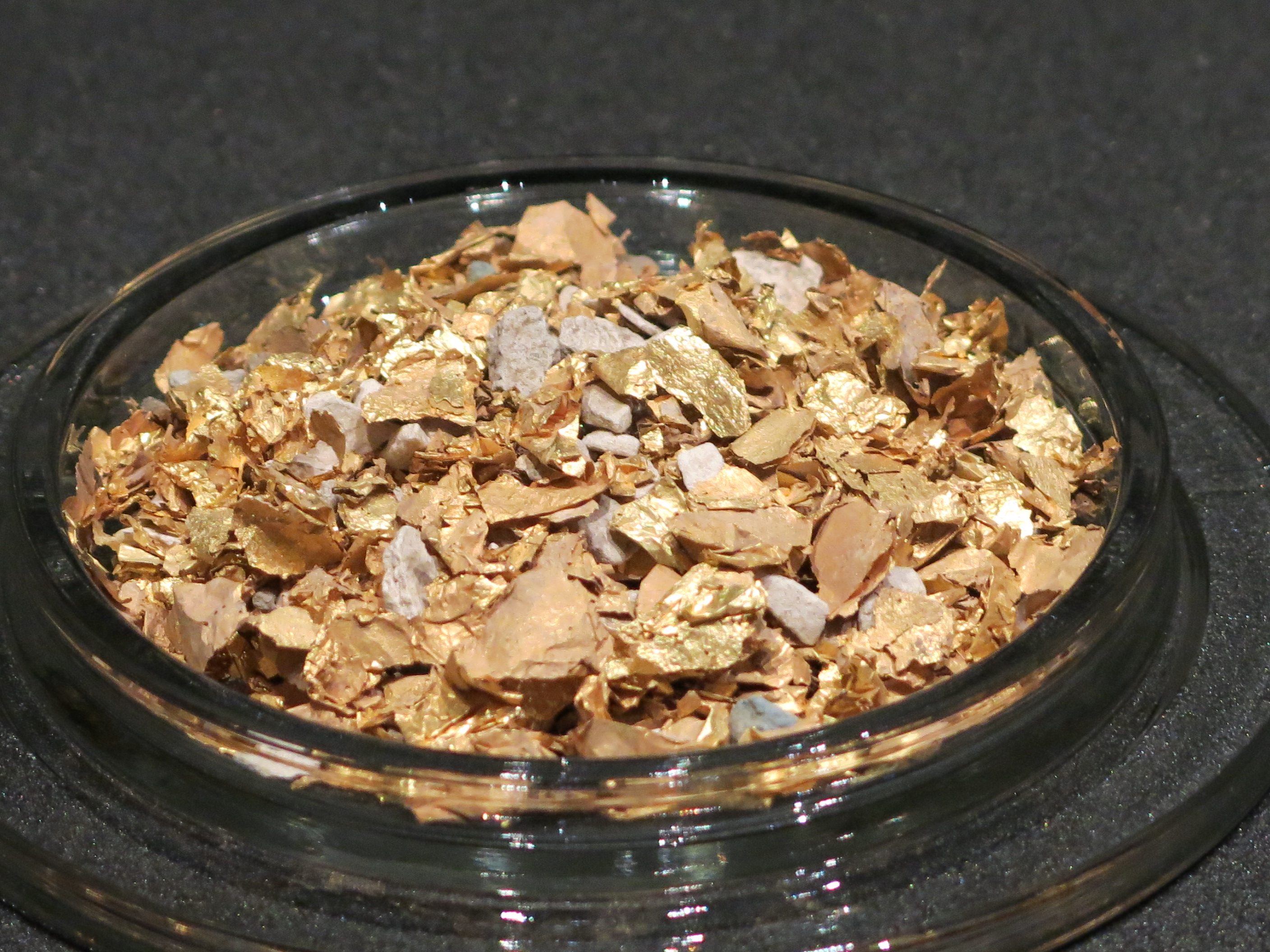
Las hojas de pan de oro que permitieron identificar las fosas.

Psamético hizo pedazos las estatuas de los farones kushitas. Pero como se retiró rápidamente, Aspelta hizo recoger los pedazos y enterrarlos en Doukki Gel en un complejo de templos cerca de la antigua capital Kerma, la primera capital de la Alta Nubia, justo aguas arriba de la tercera catarata, para que continuaran en terreno sagrado.
2.500 años después, el complejo del templo y, en particular, un conjunto de tres fosas fueron objeto de excavaciones arqueológicas. Unos restos de oro llamaron la atención de los arqueólogos. Así, en 2003, descubrieron el foso que contenía las estatuas cuyos restos de oro provenían de las decoraciones doradas de las estatuas.
Las estatuas se ensamblaron fácilmente ya que las piezas están en buenas condiciones y encajan bien. Fueron transportadas y presentadas en el museo de Kerma. Como estas estatuas son demasiado frágiles para ser transportadas, se crearon copias exactas en resina mediante impresión 3D. Son estas réplicas las que fueron transportadas y presentadas durante la exposición temporal Pharaon des Deux-Terres en el Louvre en 2022.